# Megachile shortlandi
Megachile shortlandi är en biart som beskrevs av Cockerell 1911. Megachile shortlandi ingår i släktet tapetserarbin, och familjen buksamlarbin. Inga underarter finns listade i Catalogue of Life.